# Montréal
Montreal (francosko 'Montréal' [mɔ̃ʀeal]) je drugo največje mesto v Kanadi in največje mesto kanadske province Québec. Zaradi svojega francoskega prebivalstva in francoske kulture je mesto tudi frankofonska metropola Severne Amerike in nosi tudi vzdevek Mesto Svetnikov (the City of Saints), saj se mnogo njegovih ulic začne z imenom »Sveti« (Saint).
Leta 2001 je v mestu živelo 1.583.590 ljudi, s čimer je 15. največje metropolitansko območje v Severni Ameriki in 77. na svetu. Leta 2006 sta Traveler's Digest in AskMen.com razglasila mesto za najboljše na svetu, kjer se splača živeti po zaslugi mestne kulture, arhitekture, zgodovine in okolja. Istočasno je bilo mesto razglašeno za 25. najbogatejše na svetu in 37. najdražje na svetu.
Mesto se nahaja na jugozahodnemu delu Québeca, približno 270 km jugozahodno od Quebec Cityja, ki je glavno mesto province, okoli 190 km zahodno od Ottawe, zveznega glavnega mesta ter 610 km severno od New Yorka. Mesto leži na otoku Montreal (Island Of Montreal) ob sotočju reke Svetega Lovrenca in Ottawa. Na tem otoku se je razvilo tudi pristanišče.